# Вітбанк
Вітбанк (Witbank) — найбільший кам'яно-вугільний басейн в ПАР.

## Історія
Вугілля виявлене у XIX ст. Початок промислової розробки — 1890 р.

## Характеристика
Розташований в провінціях Трансвааль, Наталь і Оранжева. Протяжність бл. 550 км. Пл. понад 55 тис. км². Загальні запаси вугілля понад 51 млрд т (в тому числі коксівного вугілля 908 млн т та антрацитів 744 млн т). Вітбанк поділяється на такі вугленосні райони: Фірфонтейн, Ференігінг, Саут-Ранд, Вітбанк-Мідделбург (близько 60 % всього вугілля ПАР), Хайвелд, Утрех, Кліпп, Фрейхейд. Розробляється понад 60 родов. Метаморфізм вугілля переважно до газової та довгополуменевої стадій. Вміст золи 6,9-34,9 % (в середньому бл. 20 %). Близько 45 % вугілля потребує збагачення. Вихід летких речовин 6,1-33,7 % (для коксівного 21,4-33,1 %, для антрацитів 6,1-12,6 %), вміст сірки 0,4-1,8 %, теплота згоряння 17,3- 32,0 МДж/кг.

## Технологія розробки
Вугілля розробляється в осн. підземним способом, система розробки камерно-стовпова з використанням коротковибійних комбайнів та ін. засобів механізації. Відкритим способом добувається 15-20 % вугілля; діють кар'єри: «Оптимум», «Клейнкоп'є», «Рітспрьойт», «Дувха».

## Інтернет-ресурси
- www.britannica.com/EBchecked/topic/646020/Witbank – Witbank on Encyclopædia Britannica
- www.routes.co.za/mp/witbank/ – General information about Witbank
- Municipal District Website[недоступне посилання з 01.03.2018]
- The story behind the “Churchill Plaque”, Coalfields District Dugout, M.O.T.H. Retirement Village, Witbank, Mpumalanga[недоступне посилання з 01.03.2018]